# برگه ۱۱۰۰
برگه ۱۱۰۰ (به انگلیسی: Breguet 1100) یک هواگرد ساختِ کارخانهٔ برگه اویاسیون در کشور فرانسه است . این هواگرد برای نخستین بار در ۳۱ مارس ۱۹۵۷ میلادی مورد استفاده قرار گرفت.